# Claude Bourque
Pour les articles homonymes, voir Bourque.
Claude Bourque, C.M., est un journaliste canadien.

## Biographie
Claude Bourque naît le 27 novembre 1945 à Moncton, au Nouveau-Brunswick. Il fréquente des écoles de Moncton et de Saint-Anselme, désormais un quartier de Dieppe. Il obtient un baccalauréat en arts de l'Université de Moncton en 1966. En 1967, il est diplômé en études littéraires pratiques, mention journalisme, de l'Université de Strasbourg.
Il devient courriériste parlementaire à l'Assemblée législative du Nouveau-Brunswick, pour le compte de L'Évangéline, dès son retour au Canada. Il devient agent d'information à la Société d'aménagement régionale de Fredericton en 1968. Il est ensuite directeur adjoint du Service d'information du Nouveau-Brunswick de 1969 à 1971. Il occupe aussi la fonction de chargé de secrétaire adjoint et chargé des relations publiques du Comité d'étude sur le développement social du Nouveau-Brunswick.
Claude Bourque est réembauché par le quotidien L'Évangéline en 1971, à titre de rédacteur en chef. Il est président de l'Imprimerie acadienne en 1972, directeur-général de l'Imprimerie acadienne de 1975 à 1976 et éditeur du journal de 1977 à 1980. Il devient la même année chef du service des nouvelles de Radio-Canada Acadie, alors appelé Radio-Canada Atlantique. Il devient directeur des services en français de Radio-Canada Atlantique en 1982. Il quitte Radio-Canada en 1996 pour s'impliquer dans le milieu communautaire. Il publie en 1997 Rêves de visionnaires : historique de l'Hôtel-Dieu /Hôpital Dr Georges-L. Dumont.
Au cours de sa carrière, Claude Bourque fait la promotion de la culture et de l'histoire de l'Acadie, tout en travaillant à l'inclusion en favorisant le rapprochement entre les communautés francophones et anglophones du Nouveau-Brunswick. Il est fait membre de l'ordre du Canada en 1999.